# Liste der Bodendenkmale in Bodenwerder
In der Liste der Bodendenkmale in Bodenwerder  sind die Bodendenkmale der niedersächsischen Gemeinde Bodenwerder aufgeführt. Die Quelle ist der Denkmalatlas Niedersachsen.

Bodenwerder im Landkreis Holzminden

Der Stand der Liste ist der 30. Januar 2025.

## Allgemein
In den Spalten finden sich folgende Informationen des Bodendenkmales:
| Lage         | geographische Koordinaten                                                           |
| Bezeichnung  | Bezeichnung lt. Denkmalatlas                                                        |
| Beschreibung | Beschreibung lt. Denkmalatlas                                                       |
| ID           | Objekt-ID                                                                           |
| Bild         | Bild, ggf. zusätzlich mit Link zu weiteren Fotos im Medienarchiv Wikimedia Commons. |

## Bodenwerder
| Lage                        | Bezeichnung                   | Beschreibung | ID       | Bild |
| --------------------------- | ----------------------------- | --- | -------- | ---- |
| 51° 58′ 36″ N, 9° 30′ 54″ O | Bodenwerder 12, Kreuzstein    | 1,04 × 0,78 × 0,25 m große Kreuzstein aus rotem Sandstein, der ursprünglich aus der Gemarkung Linse stammt. Er besitzt einen spitzen Giebel, der auf der Vorderseite bis zu den Querarmen des Kreuzes heruntergezogen ist. Auf verieftem Grund steht ein 12 cm breites lateinisches Kreuz, dessen Querarme und dessen Schaft nahtlos in die ebenfalls erhabene Umrandung übergehen. Da der Giebel beschädigt ist und Schlagspuren aufweist, ist nur zu vermuten, dass er auf der Vorderseite ebenfalls eine Umrandung aufwies. Auf der Rückseite sitzt erhaben auf einer vertieften Scheibe von 72 cm Dm. ein punktsymmetrisch gegliedertes Balkenkreuz. | 28967922 | BW   |
| 51° 58′ 36″ N, 9° 30′ 55″ O | Bodenwerder 13, Scheibenkreuz | Scheibenkreuzstein, dessen ursprünglicher Standort unbekannt ist. Scheibenkreuz-Grabstein aus Sandstein, Höhe 1,36 m; Breite 0,7 m; Dicke 0,12 m. Dreiteiliger Aufbau mit querrechteckigem Sockel, trapezförmigem Mittelteil und einer Scheibe mit Darstellung der Kreuzigung Christi als oberem Abschluss. Im Mittelteil kniet wahrscheinlich der Verstorbene auf einer Bodenwelle, über ihm ein Miserere - Schriftband. | 28967930 |      |
| 51° 58′ 36″ N, 9° 30′ 55″ O | Bodenwerder 14, Grabstein     | 1,20 m hoher Grabstein aus Sandstein in Form einer rechteckigen Platte mit segmentbogigem Abschluss. Höhe 1,2 m, Breite 0,67 m. Bis 1963 in der Zwischenwand unterhalb der Bälgekammer in der Nikolaikirche. In dem von einem Schriftband umgebenen Plattenfeld eine Darstellung von Christus am Kreuz, links vor ihm kniet der Verstorbene. Über dem Knieenden ist ein Miserere - Schriftband vorhanden. Es ist das Epitaph des Dietrich von Holle, der 1429 ermordet wurde. | 28967931 |      |